# 弗雷德·伍德豪斯
弗雷德·伍德豪斯（英語：Fred Woodhouse，1912年6月13日—1998年7月8日），澳大利亚男子田径运动员。他曾代表澳大利亚参加1934年和1938年大英帝国运动会田径比赛，其中1934年大英帝国运动会获得一枚铜牌。